# Glenys Bakker
Glenys Bakker (High River, 27 agosto 1962) è una giocatrice di curling canadese.

## Biografia
Partecipò all'età di 43 anni ai XX Giochi olimpici invernali edizione disputata a Torino, (Italia) nel febbraio del 2006, riuscendo ad ottenere la medaglia di bronzo nella squadra canadese con le connazionali Shannon Kleibrink, Amy Nixon, Christine Keshen e Sandra Jenkins.
Nell'edizione la nazionale svedese ottenne la medaglia d'oro, la svizzera quella d'argento.